# Раба любові
«Раба кохання» (рос. «Раба любви») — радянський драматичний художній фільм 1975 року, режисера Микити Михалкова, свого роду гімн кінематографу, в основу якого покладена ідея інтерпретації долі акторки Віри Холодної.

## Сюжет
Осінь 1918 року. У Росії Громадянська війна. Москва зайнята більшовиками. На поки ще білому Півдні країни спішно дознімали салонний фільм-мелодраму під назвою «Раба кохання» за участю зірки німого кіно Ольги Вознесенської (прототип — Віра Холодна).
В більшості своїй члени знімальної групи намагаються не цікавитися політикою, що вривається в їхнє життя і жити так, як давно звикли. Продовження їх звичного життя бачиться їм в Парижі. Хіба що оператор Потоцький — революціонер-підпільник свідомо бере участь у збройному протистоянні червоних і білих. Посилаючись на «лабораторний брак», він використовує забраковану їм плівку для нелегальних зйомок безчинств білих з метою червоної пропаганди.
Вознесенська — діва, яку буквально носять на руках, так само далека від політики, як і інші члени групи. В силу різних причин вона зацікавлюється (по-своєму небайдужим до неї) оператором Потоцьким, а згодом і його підпільною діяльністю, що здається їй романтично прекрасною.
В результаті Вознесенська стає свідком страшних сцен, в тому числі вбивства Потоцького, якого вона вже встигла покохати.
В кінці фільму Вознесенська сідає в трамвай, щоб доїхати до готелю в центрі міста. Але водій трамвая, приймаючи її за революціонерку, вискакує з вагона (який він не зупинив), біжить до білих козаків, повідомляє їм, що в вагоні революціонерка, і вони влаштовують погоню, стріляючи по трамваю, в якому їде Вознесенська.

## У ролях
- Олена Соловей —  Ольга Миколаївна Вознесенська, акторка
- Родіон Нахапетов —  Віктор Іванович Потоцький, кінооператор
- Олег Басілашвілі —  Сава Якович Южаков, продюсер
- Олександр Калягін —  Олександр Олександрович Калягін, режисер
- Костянтин Григор'єв —  капітан Федотов, начальник контррозвідки
- Євген Стеблов —  Олексій Канін, актор
- Віра Кузнецова —  Любов Андріївна, мати Ольги
- Микита Михалков —  Іван
- Микола Пастухов —  Веніамін Костянтинович, сценарист
- Готліб Ронінсон —  Іван Карлович Фігель, бухгалтер
- Михайло Чигарьов —  Вялін, колишній агент царської охоронки
- Олександр Яковлєв —  Саша, ревкомівець
- Вадим Вільський —  Дубов, водій трамвая
- Інна Ульянова —  акторка з букетом
- Олександр Адабаш'ян —  режисер німого кіно
- Юрій Богатирьов —  Володимир Олексійович Максаков, актор

## Знімальна група
- Режисер — Микита Михалков
- Сценаристи — Фрідріх Горенштейн, Андрій Кончаловський
- Оператор — Павло Лебешев
- Композитор — Едуард Артем'єв
- Художники — Олександр Адабаш'ян, Олександр Самулекін